# Ashleigh Ball
Ashleigh Ball (Vancouver, 31 marzo 1983) è una doppiatrice e musicista canadese, membro della jazz/pop band Hey Ocean!.

## Filmografia
| Film                                          | Anno          |
| --------------------------------------------- | ------------- |
| My Little Pony - Equestria Girls              | 2013          |
| Barbie la Principessa e la Popstar            | 2012          |
| Littlest Pet Shop                             | 2012-presente |
| Voltron Force                                 | 2011          |
| Iron Man: Armored Adventures                  | 2011          |
| Thor: Tales of Asgard                         | 2011          |
| My Little Pony: Friendship Is Magic           | 2010-2019     |
| Johnny Test                                   | 2006-2011     |
| Strawberry Shortcake's Berry Bitty Adventures | 2010          |
| Care Bears: The Giving Festival               | 2010          |
| Dinosaur Train                                | 2009-2011     |
| Bratz                                         | 2007-presente |
| Barbie Presents: Thumbelina                   | 2009          |
| Cosmic Quantum Ray                            | 2009          |
| Edgar & Ellen                                 | 2007-2008     |
| Jibber Jabber                                 | 2007          |
| Care Bears: Adventures in Care-a-lot          | 2007          |
| Ricky Sprocket: Showbiz Boy                   | 2007          |
| Care Bears: Oopsy Does It!                    | 2007          |
| Barbie in the 12 Dancing Princesses           | 2006          |
| The Barbie Diaries                            | 2006          |
| Black Lagoon                                  | 2006          |
| Edgar and Ellen                               | 2005          |
| The Collector                                 | 2005          |
| Trollz                                        | 2005          |

## Doppiatrici italiane
Nelle versioni in italiano delle opere in cui ha recitato, Ashleigh Ball è stata doppiata da:
- Benedetta Ponticelli in My Little Pony - L'amicizia è magica (Applejack e Fluttershy - voce), My Little Pony: Equestria Girls (Applejack - voce), My Little Pony - Una nuova generazione (Applejack), Sonic Prime
- Federica Valenti in My Little Pony - L'amicizia è magica (Rainbow Dash - voce), My Little Pony: Equestria Girls (Rainbow Dash - voce), My Little Pony - Una nuova generazione (Rainbow Dash)
- Maria Silvia Roli in My Little Pony - L'amicizia è magica (Applejack - canto - st. 3-4), My Little Pony: Equestria Girls (Applejack - canto)
- Dania Cericola in Johnny Test
- Alessandro Zurla ne Gli Orsetti del Cuore
- Valentina Mari in Fragolina Dolcecuore
- Renata Bertolas in My Little Pony - L'amicizia è magica [Applejack - canto (st. 1); Rainbow Dash - canto (st. 1-3)]
- Marisa Della Pasqua in My Little Pony - L'amicizia è magica (Rainbow Dash - canto - ep. 2x07)
- Rossella Contu in My Little Pony - L'amicizia è magica (Rainbow Dash - canto - st. 4)
- Stefano Brusa in My Little Pony - L'amicizia è magica (alcuni draghi teppisti - ep. 2x09)
- Tony Fuochi in My Little Pony - L'amicizia è magica (alcuni draghi teppisti - ep. 2x09)
- Marisa Della Pasqua in My Little Pony - L'amicizia è magica (Rainbow Dash - canto - ep. 2x07)
- Martina Felli in Littlest Pet Shop
- Jenny De Cesarei in Pac-Man e le avventure mostruose
- Sabrina Duranti in Dinotrux
- Paola Della Pasqua in My Little Pony: Equestria Girls (Rainbow Dash - canto)
- Lavinia Paladino in The Hollow